# Theristicus caerulescens
Theristicus caerulescens е вид птица от семейство Ибисови (Threskiornithidae).

## Разпространение
Видът е разпространен в Аржентина, Боливия, Бразилия, Парагвай и Уругвай.